# Siku Quanshu
Die Siku Quanshu (chinesisch 四庫全書 / 四库全书, Pinyin Sìkù Quánshū – „Vollständige Schriften der Vier Schatzkammern“) ist die größte Büchersammlung der chinesischen Geschichte und wahrscheinlich das ehrgeizigste redaktionelle Unternehmen in der Weltgeschichte.

## Geschichte
Auf der Höhe der Qing-Dynastie beauftragte Qianlong die Siku Quanshu, wahrscheinlich um zu beweisen, dass die Mandschu die Yongle-Enzyklopädie (chin. 永樂大典 / 永乐大典) der Ming-Dynastie übertreffen könnten. Die Yongle Dadian von 1407 war die größte Enzyklopädie zu dieser Zeit. 
Die Redaktion bestand aus 361 Wissenschaftlern, mit Ji Yun (chin. 紀昀 / 纪昀) und Lu Xixiong (chin. 陸錫熊 / 陆锡熊) als Chefredakteuren. Die Zusammenstellung begann 1773 und war 1782 beendet. Man sammelte und anerkannte über 10.000 Handschriften aus der kaiserlichen Sammlung und anderen Bibliotheken. Etwa 3.000 Schriften wurden vernichtet, da sie als mandschu-feindlich eingestuft wurden. Letztendlich wurden 3.461 Bücher für die Aufnahme in die Siku Quanshu ausgewählt. Sie wurden in 36.381 Bänden mit mehr als 79.000 Kapiteln gebunden. Auf den ca. 2,3 Millionen Seiten finden sich etwa 800 Millionen chinesische Schriftzeichen.
Vier Exemplare für den Kaiser wurden in extra errichteten Bibliotheken in der Verbotenen Stadt, dem Alten Sommerpalast, Shenyang und der Wenjin-Kammer in Chengde aufbewahrt. Drei weitere Kopien für die Öffentlichkeit wurden in Siku Quanshu-Bibliotheken in Hangzhou, Zhenjiang und Yangzhou hinterlegt. Alle sieben Bibliotheken erhielten ebenfalls eine Kopie der kaiserlichen Enzyklopädie Gujin tushu jicheng von 1725.
Zwei Kopien der Siku Quanshu wurden während des Taiping-Aufstandes vernichtet. Die Britische Armee verbrannte die verbleibende Kopie fast vollständig während des Zweiten Opiumkrieges. Die vier verbliebenen Ausgaben erlitten einige Schäden während des Zweiten Weltkrieges, doch die Kopie der Verbotenen Stadt (bekannt als Wenyuange, chin. 文淵閣 / 文渊阁) befindet sich gut erhalten im Nationalen Palastmuseum in Taipeh auf Taiwan. Während der 1980er Jahre wurde es lithografisch in 1500 Bänden nachgedruckt und ist derzeit auf CD-ROM und online verfügbar.

### Siku Quanshu Zongmu Tiyao
Unter dem Titel Siku Quanshu Zongmu Tiyao (chin. 四庫全書總目提要 / 四库全书总目提要) wurde unter Leitung von Ji Yun zwischen 1773 und 1798 ein annotierter Gesamtkatalog erstellt, der nicht nur die 3.461 Bücher des Siku Quanshu umfasst, sondern auch 6.793 weitere Werke, die in der Enzyklopädie nur mit ihrem Buchtitel aufgeführt sind. Als größtes Bücherverzeichnis der chinesischen Kaiserzeit ist Siku Quanshu Zongmu Tiyao bis heute eine bedeutende bibliografische Quelle.

### Siku Jinshu
Die Siku Jinshu (chinesisch 四庫禁書 / 四库禁书 – „Verbotene Schriften der Vier Schatzkammern“) ist der Katalog jener Bücher, die abgewiesen und auf Anordnung von Qianlong verbannt wurden. Der Katalog enthält damit die Titel der 2.855 Bücher, die schließlich verbrannt wurden. Die verbannten und zerstörten 2.855 Titel stehen den 3.461 Titeln im Katalog der Siku Quanshu gegenüber.
Eine berühmte Enzyklopädie, die Tiangong Kaiwu (chin. 天工開物 / 天工开物), verschwand für 300 Jahre aus China, nachdem sie vom Qing-Gericht verbannt worden war. Später wurde entdeckt, dass in Japan einige Originalkopien erhalten geblieben waren.

## Inhalt
Die Sammlung Siku Quanshu gliedert sich entsprechend der Aufteilung der kaiserlichen Bibliothek in vier Teile (庫 / 库 ku, wörtl.: „Lager; Lagerhaus; Lagerkammer; Magazin; Depot; Speicher“).
- Jing (經 / 经, wörtl.: "Klassiker", "klassisches Werk", "Kanon") Klassische Chinesische Texte
- Shi (史, wörtl.: "Geschichte": "Geschichtswerk"; "historische Schrift") und Geographie der Chinesischen Geschichte
- Zi (子, wörtl.: "Meister", "Gelehrte") Philosophie, Kunst und Naturwissenschaften der Chinesischen Philosophie
- Ji (集, wörtl.: "Sammelband", "Sammelwerk", "Sammlungen") Anthologien aus der Chinesischen Literatur

Die Bücher sind in 44 Kategorien eingeteilt, einschließlich der Analekten des Konfuzius, Mengzi, Das Große Lernen, Mitte und Maß, I Ching, Riten der Zhou, Buch der Riten, Buch der Lieder, Frühlings- und Herbstannalen, Shuowen Jiezi, Shiji, Zizhi Tongjian, Die Kunst des Krieges, Guoyu, Zhanguo Ce, Ben cao gang mu und anderen Klassikern.
Die Siku Quanshu Sammlung umfasst die meisten großen chinesischen Texte von der alten Zhou-Dynastie bis zur Qing-Dynastie und schließt alle Bereiche der Wissenschaft ein. Sie ist die größte Sammlung von Büchern in der Welt und enthält historisch wertvolle Informationen.